# Matthias Gallas
Matthias rijksgraaf Gallas (Trente, 17 oktober 1588 - Wenen, 25 april 1647) was een Italiaans veldheer in keizerlijke dienst tijdens de Dertigjarige Oorlog.
Hij was veldmaarschalk van het leger van de Katholieke Liga. Na de moord op Albrecht von Wallenstein, waar hij betrokken partij was samen met Aldringen en Piccolomini, werd hij generaal-luitenant en hoofd van keizerlijk leger in Noord-Duitsland tegen de Zweden onder Keizer Ferdinand III. De klinkende overwinning bij Slag bij Nördlingen maakte hem verwaand. Zijn dronkenschap leidde tot de ondergang van het Oostenrijkse leger. Hij kreeg de bijnaam "vernietiger van legers".